# Falling
Falling es una película romántica nigeriana de 2015 escrita y producida por Uduak Isong Oguamanam y dirigida por Niyi Akinmolayan. Está protagonizada por Desmond Elliot, Blossom Chukwujekwu, Adesua Etomi, Tamara Eteimo y Kofi Adjorlolo.
Narra la historia de una joven pareja, Imoh y Muna, que tiene que vivir con los efectos de un accidente que ha dejado a Imoh inconsciente durante varios meses.

## Sinopsis
Muna (Adesua Etomi) e Imoh (Kunle Remi) son una joven pareja felizmente casada. De camino al trabajo, Imoh sufre un accidente que lo deja en coma. A pesar de los desafíos monetarios, Muna siguió creyendo que Imoh recuperará la conciencia. Después de que el hospital decidiera dar de alta a Imoh a pesar de su estado, Muna busca la ayuda de su padre, el Sr. Mba (Kofi Adjorlolo), quien le dio parte del dinero necesario para que continúe usando el soporte vital al menos durante un mes. La hermana de Muna, Tina, (Tamara Eteimo), está preocupada de que esté permitiendo que la situación de su esposo se apodere de ella y que Imoh nunca esté completamente saludable. Convence a Muna de que la acompañe a un evento, para disgusto de Muna. Al llegar al club, el amigo de Tina, Yemi (Blossom Chukwujekwu) intenta cortejar a Muna, después de que Tina le cuenta sobre su situación. Al día siguiente, Muna se enoja con Tina, quien le explicó que Yemi es médico y que tal vez pueda ayudar, por eso le dio información personal sobre su esposo. A pesar de los avances de Yemi para hacerse amigos, Muna es reacia a corresponder su amabilidad. Después de algunos meses, se conocEn más y Muna comienza a recuperarse a pesar de que Imoh todavía está en coma. Recupera su trabajo como guionista a pesar de la falta de recomendación de su productor, (Deyemi Okanlawon). Conforme su relación avanza llegan a tener sexo. El encuentro sexual resulta en un embarazo. Unos días después de que Muna se da cuenta de que estaba embarazada, Imoh recupera el conocimiento y es dada de alta del hospital.

## Elenco
- Adesua Etomi como Muna
- Kunle Remi como Imoh
- Blossom Chukwujekwu como Yemi
- Tamara Eteimo como Tina
- Desmond Elliot como él mismo
- Kofi Adjorlolo como Mr Mba
- Deyemi Okanlawon como productor

## Producción y lanzamiento
Falling fue filmada en locaciones de Lagos durante un período de dos semanas. Es el primer esfuerzo en solitario de Uduak Isong Oguamanam como director cinematográfico. Los carteles teaser se lanzaron en línea en mayo de 2015. El 5 de mayo de 2015 se lanzó un avance de la película. Otro cartel se publicó en línea en julio de 2015. Uduak anunció que la película se estrenaría el 18 de septiembre de 2015.